# Mandres (Eure)
Mandres település Franciaországban, Eure megyében. Lakosainak száma 350 fő (2022. január 1.). Mandres Les Barils, Bourth, Pullay és Verneuil d’Avre et d’Iton községekkel határos.

## Népesség
A település népességének változása:
| Lakosok száma | 184  | 284  | 376  | 351  | 355  | 366  | 373  | 376  | 367  | 350  |
|               | 1968 | 1982 | 1990 | 2006 | 2013 | 2015 | 2017 | 2019 | 2020 | 2022 |